# The Spudmonsters
The Spudmonsters est un groupe de punk hardcore américain, originaire de Cleveland, dans l'Ohio. Il est formé dans les années 1980 et signent dès le début des années 1990 avec le label allemand Massacre Records et sortent leur premier album en 1994. Ils se séparent en 1998. Le groupe se reforme en 2007 pour quelques concerts puis une nouvelle fois en 2010.

## Biographie
Le groupe est formé en 1989 à Cleveland, dans l'Ohio, et composé du chanteur Don Foose, du guitariste Scott Roberts et Chris Andrews, du bassiste Steve Swanson et du batteur Eric Matthews. Ensemble, les membres développent leur première chanson, et effectuent une première apparition sur la compilation Metal Massacre XI, publiée par Metal Blade Records en 1991. Le groupe signe un contrat avec le label allemand Massacre Records. En 1993, leur premier album, Stop the Madness, est publié, puis le groupe tourne avec Biohazard à travers l'Europe. À cette même période, Don Foose se convertit au Hare Krishna ; dès lors, le style musical du groupe est catégorisé à tort de krishnacore. Spudmonsters effectuent d'autres tournées avec des groupes comme MOD, Life of Agony et Pro-Pain. 
En 1995, ils publient leur deuxième album, No Guarantees, après le départ du guitariste Chris Andrews, qui est remplacé par Eric Klinger (Pro-Pain). Après la sortie de l'album Moment of Truth en 1996, le groupe résilie son contrat avec Massacre Records. En 1997, ils effectuent une autre tournée européenne avec Pro-Pain. En avril 1998, Foose quitte le groupe pour rejoindre Run Devil Run. Dans les années suivantes, les membres des Spudmonsters forment ou rejoignent d'autres groupes. Le groupe cesse toute activité jusqu'en 2011 à la sortie de l'album Stand Up for What You Believe.

## Membres

### Membres actuels
- Don Foose - chant (Foose)
- Scott Roberts - guitare, chœurs (Biohazard, ex-Cro-Mags, Bloodclot!)
- Eric Klinger - guitare, chœurs (Pro-Pain)
- Steve Swanson - basse (Foose)
- Eric Matthews - batterie (ex-Pro-Pain)

### Anciens membres
- Joe Gizmo - chant
- John Keener - chant
- Chris Andrews - guitare
- Rick Kiehl
- Joe Kilcoyne

## Discographie

### Albums studio
- 1994 : Stop the Madness
- 1995 : No Guarantees
- 1996 : Moment of Truth
- 2011 : Stand Up for What You Believe

### Démos et EP
- 1988 : Joe Gizmo and the Spudmonsters (démo)
- 1988 : The Spudmonsters (démo)
- 1990 : Leon Bibb Naked (démo)
- 1991 : Destroy Your Idols (EP)
- 1992 : Erba Shoots Smack (EP)